# Beatles for Sale
Beatles for Sale is het vierde album van The Beatles. Het werd gemaakt in een periode waarin ze veel op tournee waren en veel interviews moesten geven, waardoor er minder tijd was voor het maken van een album. De albumhoes laat ook niet toevallig vier vermoeide Beatles zien.
Zes van de veertien nummers zijn covers, waarvan twee van Carl Perkins. "Honey Don't" wordt gezongen door Ringo Starr en "Everybody's Trying to Be My Baby" door George Harrison.

## Tracks
- Alle nummers zijn geschreven door John Lennon en Paul McCartney, tenzij anders aangegeven.

1. "No Reply" (2:15)
2. "I'm a Loser" (2:30)
3. "Baby's in Black" (2:04)
4. "Rock and Roll Music" (Chuck Berry) (2:31)
5. "I'll Follow the Sun" (1:49)
6. "Mr. Moonlight" (Johnson) (2:38)
7. "Kansas City/Hey-Hey-Hey-Hey!" (Leiber-Stoller/Penniman) (2:38)
8. "Eight Days a Week" (2:43)
9. "Words of Love" (Holly) (2:04)
10. "Honey Don't" (Perkins) (2:57)
11. "Every Little Thing" (2:04)
12. "I Don't Want to Spoil the Party" (2:33)
13. "What You're Doing" (2:30)
14. "Everybody's Trying to Be My Baby" (Perkins) (2:26)